# Segunda Regional de Aragón
La Segunda Regional de Aragón es la tercera categoría de fútbol regional masculino en Aragón, organizada por la Real Federación Aragonesa de Fútbol. Está compuesta por tres grupos, los cuales dos de ellos tienen dos y tres subgrupos. Al finalizar la temporada ascienden a Primera Regional de Aragón los primeros clasificados.

## Historia
La categoría comienza a funcionar en 1940. Hasta 1968 se trataba de la segunda categoría en tal ámbito hasta la creación de la Regional Preferente de Aragón, si bien, además hubo una etapa en los años 1970 que llegó a ser la cuarta categoría por la creación de la Segunda Regional Preferente de Aragón, división que no tuvo más existencia que la de, tan sólo, cinco temporadas.
En la temporada 2020-21 no hubo descensos a Segunda Regional B de Aragón, pero sí ascensos desde esta categoría.
Cronología
| - De 1940 a 1968: - Primera Regional de Aragón - Segunda Regional de Aragón - Tercera Regional de Aragón - De 1968 a 1972: - Regional Preferente de Aragón - Primera Regional de Aragón - Segunda Regional de Aragón - Tercera Regional de Aragón - De 1972 a 1977: - Regional Preferente de Aragón - Primera Regional de Aragón - Segunda Regional Preferente de Aragón - Segunda Regional de Aragón - Tercera Regional de Aragón - De 1977 a 1979: - Regional Preferente de Aragón - Primera Regional de Aragón - Segunda Regional de Aragón - Tercera Regional de Aragón - De 1979 a 1981: - Regional Preferente de Aragón - Primera Regional de Aragón - Segunda Regional de Aragón - Segunda Regional B de Aragón - Tercera Regional de Aragón | - De 1981 a 1985: - Regional Preferente de Aragón - Primera Regional de Aragón - Segunda Regional de Aragón - Segunda Regional B de Aragón - Tercera Regional de Aragón - Tercera Regional B de Aragón - De 1985 a 1986: - Regional Preferente de Aragón - Primera Regional de Aragón - Segunda Regional de Aragón - Segunda Regional B de Aragón - Tercera Regional de Aragón - De 1986 a 1990: - Regional Preferente de Aragón - Primera Regional de Aragón - Segunda Regional de Aragón - Tercera Regional de Aragón - De 1990 a la actualidad: - Regional Preferente de Aragón - Primera Regional de Aragón - Segunda Regional de Aragón - Segunda Regional B de Aragón - Tercera Regional de Aragón |

## Equipos de la temporada 2024-25

### Grupo I
| Equipo                          | Localidad              | Estadio                 |
| ------------------------------- | ---------------------- | ----------------------- |
| C. D. Actur Pablo Iglesias "B"  | Zaragoza               | Actur                   |
| Botorrita F. C.                 | Botorrita              | Santa Engracia (Movera) |
| U. D. Casetas "B"               | Casetas                | San Miguel              |
| C. D. Delicias "B"              | Zaragoza               | Delicias                |
| C. D. El Burgo de Ebro          | El Burgo de Ebro       | San Jorge               |
| C. F. Atlético Escalerillas "B" | Zaragoza               | Parque Oliver           |
| C. D. Garrapinillos             | Garrapinillos          | San Lorenzo             |
| C. D. Giner Torrero             | Zaragoza               | Torrero                 |
| F. C. La Cartuja "B"            | La Cartuja Baja        | Mariano Estrada         |
| Atlético Miralbueno             | Zaragoza               | Parque Oliver           |
| Atlético Monzalbarba            | Monzalbarba            | La Manzanera            |
| A. D. Montañana                 | Montañana              | Gran Capitán            |
| C. D. Movera                    | Movera                 | Santa Engracia          |
| C. D. Atlético Mozarrifar       | San Juan de Mozarrifar | El Gállego              |
| A. C. Rozzano                   | Zaragoza               | Actur                   |
| A. F. San Andrés                | Zaragoza               | Nuevo Ranillas          |
| R. S. D. Santa Isabel           | Santa Isabel           | César Láinez            |
| C. F. Submarino                 | Zaragoza               | El Gállego              |
| Utebo C. F. "B"                 | Utebo                  | Santa Ana               |
| Villanueva C. F. "B"            | Villanueva de Gállego  | Nuevo Enrique Porta     |
| C. D. Zuera "B"                 | Zuera                  | José Guzmán             |

### Grupo II

#### Subgrupo II-I
| Equipo                       | Localidad              | Estadio              |
| ---------------------------- | ---------------------- | -------------------- |
| U. D. Alcalá de Gurrea       | Alcalá de Gurrea       | El Zafranal          |
| C. D. Alto Ara               | Oto                    | Municipal de Oto     |
| Atlético Almudévar           | Almudévar              | Virgen de la Corona  |
| C. F. Ayerbe                 | Ayerbe                 | La Sarda             |
| C. D. Bujaraloz              | Bujaraloz              | Las Lomas            |
| C. D. Castejón               | Castejón de Monegros   | Las Tejerías         |
| El Temple F. C.              | El Temple              | El Pedregal          |
| A. D. Frula                  | Frula                  | El Pedregal          |
| E. F. B. Huesca              | Huesca                 | Universidad          |
| C. F. La Cartuja de Monegros | La Cartuja de Monegros | El Carmen            |
| C. F. Lalueza                | Lalueza                | Tito Peralta         |
| C. D. Robres "B"             | Robres                 | San Blas             |
| C. F. San Jorge              | San Jorge              | Virgen de la Violada |

#### Subgrupo II-II
| Equipo                    | Localidad             | Estadio                   |
| ------------------------- | --------------------- | ------------------------- |
| C. D. Albalate            | Albalate de Cinca     | San Martín                |
| U. D. Alto Cinca          | Lafortunada           | Santandreu                |
| F. B. Atlético Monzón     | Monzón                | Isidro Calderón           |
| U. D. Barbastro Somontano | Barbastro             | Municipal de los Deportes |
| C. D. Belver              | Belver de Cinca       | El Choperal               |
| U. D. Benabarre           | Benabarre             | Municipal de Deportes     |
| Deportivo Sobrarbe        | Aínsa                 | Municipal del Cinca       |
| U. D. La Fueva            | Tierrantona           | El Comellón               |
| U. D. Montañesa           | Castejón de Sos       | El Vedau                  |
| C. F. Osso de Cinca       | Osso de Cinca         | San Isidro                |
| C. F. Pomar               | Pomar de Cinca        | La Cortada                |
| U.D. San Esteban          | San Esteban de Litera | El Prado                  |
| C. D. Sena                | Sena                  | El Pinar                  |
| U. D. Santalecina         | Santalecina           | La Cruz                   |
| C. D. Zaidín              | Zaidín                | San Antón                 |

### Grupo III

#### Subgrupo III-I
| Equipo               | Localidad      | Estadio            |
| -------------------- | -------------- | ------------------ |
| C. D. Alera          | Alera          | Municipal de Alera |
| C. F. Bardena        | Bardenas       | El Pinar           |
| C. D. E. Biota       | Biota          | San Miguel         |
| C. D. El Bayo        | El Bayo        | San Rafael         |
| C. D. Luna           | Luna           | Sodarbe            |
| C. D. Mallén "B"     | Mallén         | José Viela         |
| C. D. Novallas       | Novallas       | Santo Domingo      |
| C. D. Pinsoro        | Pinsoro        | El Mallacán        |
| C. F. Puyal          | Luesia         | Municipal del Val  |
| A. D. Santa Engracia | Santa Engracia | Valmortera         |
| C. D. J. Uncastillo  | Uncastillo     | Francisco Lacruz   |

#### Subgrupo III-II
| Equipo                     | Localidad               | Estadio                    |
| -------------------------- | ----------------------- | -------------------------- |
| S. D. Ágreda               | Ágreda                  | La Arquilla                |
| C. F. Alhama               | Alhama de Aragón        | El Vivero                  |
| C. D. Aniñón               | Aniñón                  | Barranquillos              |
| S. D. Azucarera            | Santa Eulalia del Campo | Municipal de Santa Eulalia |
| C. D. Calatayud            | Calatayud               | Ciudad Deportiva           |
| Cervera de la Cañada F. C. | Cervera de la Cañada    | Eduardo Marquina           |
| C. D. Daroca               | Daroca                  | La Mina                    |
| C. F. Embid                | Embid de la Ribera      | San Miguel                 |
| C. D. Paracuellos          | Paracuellos de Jiloca   | Santa Eulalia              |
| C. F. Sabiñán              | Sabiñán                 | Municipal de Sabiñán       |
| C. D. Terrer               | Terrer                  | Eduardo Marquina           |

#### Subgrupo III-III
| Equipo             | Localidad      | Estadio             |
| ------------------ | -------------- | ------------------- |
| U. D. Alfamén      | Alfamén        | Fernando Soriano    |
| Inter Azuara F. C. | Azuara         | Municipal de Azuara |
| Deporte Pedrola    | Pedrola        | La Nava             |
| Gotor F. C.        | Gotor          | El Convento         |
| C. F. Illueca "B"  | Illueca        | Papa Luna           |
| E. F. La Muela     | La Muela       | Clemente Padilla    |
| C. D. Lécera       | Lécera         | La Salada           |
| Longares C. F.     | Longares       | El Rudero           |
| Luceni C. F.       | Luceni         | El Saso             |
| C. D. Rayo Breano  | Brea de Aragón | Piedrabuena         |
| C. D. Ricla        | Ricla          | El Tejar            |
| C. D. Sestrica     | Sestrica       | La Tosquilla        |